# Espedito Resende
Espedito de Freitas Resende (Piripiri, 22 de outubro de 1923 — Roma, 21 de fevereiro de 1981) foi um diplomata brasileiro e bacharel em Direito, cuja carreira incluiu representações oficiais do Brasil em Buenos Aires (Argentina), Santiago (Chile), Roma (Itália), Bruxelas (Bélgica) e Assunção (Paraguai). Participou das negociações da Ata das Cataratas, que encerrou divergências históricas sobre os limites territoriais com o Paraguai. Esse acordo foi fundamental para a posterior assinatura do Tratado de Itaipu, viabilizando a construção da hidrelétrica de Itaipu.

## Biografia
Espedito nasceu no Casarão do Embaixador, em Piripiri, município pertencente ao estado do Piauí, em 22 de outubro de 1923. Filho de Cassiano Coelho de Rezende e Benedita Aguiar Freitas, tendo como avós paternos Antônio Coelho de Rezende e Filomena Rosa de Melo, e avós maternos, João de Freitas e Silva e Carolina de Moraes Aguiar. Sobrinho-neto de Simplício Rezende (irmão de seu avô paterno), jornalista e político piauiense. Estudou no Colégio Diocesano, em Teresina, e no Colégio Lafayette, Rio de Janeiro. Graduou-se bacharel em Direito na atual Universidade Federal do Rio de Janeiro e diplomou-se na academia diplomática brasileira, o Instituto Rio Branco. Ingressou na carreira diplomática em 1950, ocupando cargos como chefe da Divisão da América Meridional, Secretário Geral Adjunto para Organismos Regionais Americanos e embaixador do Brasil junto à Santa Sé (Vaticano). 
Em 1888, o tenente-coronel Antônio Coelho de Rezende, avô paterno de Espedito, erigiu uma residência em Piripiri. Este casarão, confeccionado com tijolos de adobe feitos manualmente, madeirames de carnaúba e cobertura de telhas artesanais, destaca-se como o mais antigo da cidade. Reconhecido como o Casarão do Embaixador, o edifício abrigou anteriormente o Museu de Perypery, atualmente sediado em outra propriedade. Notavelmente, é considerado patrimônio cultural, tendo sido tombado pela Fundação Cultural do Piauí (FUNDAC) em 29 de fevereiro de 1998, sob o processo de nº 9.818.
Espedito contraiu matrimônio com Madalena Tudor Resende, cujo óbito ocorreu em 5 de dezembro de 1995. Do casamento, tiveram apenas uma filha: Maria Cecília Benedita de Resende.

## Visita do Papa ao Brasil

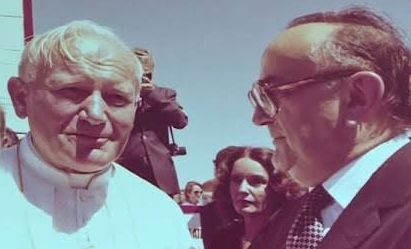
Espedito Resende ao lado do Papa João Paulo II

Na ocasião da passagem do líder da Igreja Católica e Chefe de Estado da Cidade do Vaticano, o Papa João Paulo II, pelo território brasileiro, Espedito Resende foi um dos responsáveis pela coordenação logística e organizacional da visita papal ao estado do Piauí, em 8 de julho de 1980.

## Morte
Espedito Resende faleceu em 21 de fevereiro de 1981, aos 58 anos, em Roma, Itália, vítima de infarto.